# IPhone (original)
Den originale iPhone er en multimedie- og internetkompatibel smartphone, der blev offentliggjort af Apple's administrerende direktør Steve Jobs i hovedtalen på Macworld Conference & Expo den 9. januar 2007. Den blev ikke solgt i Danmark.
iPhone har blandt andet følgende funktioner som standard: kamera, multimedie-afspiller, mobiltelefon og diverse internet-tjenester; herunder email, SMS, web browsing og trådløs internet- og Bluetooth-forbindelser. iPhone bruges via en touchscreen (en berøringsfølsom skærm) med et virtuelt tastatur og virtuelle knapper. iPhone er en quad-bånd GSM-telefon.